# Уэдделл, Мими
Мэ́рион Ро́джерс Уэ́дделл (англ. Marion Rogers Weddell; 15 февраля 1915, Уиллистон, Северная Дакота — 24 сентября 2009[…], Манхэттен, Нью-Йорк), также известная как Ми́ми Уэ́дделл (англ. Mimi Weddell), — американская киноактриса и модель.

## Биография
Марион Роджерс родилась в Уиллистоне, Северная Дакота, 15 февраля 1915 года и выросла в Массачусетсе. После развода, который положил конец её первому браку, она переехала в Нью-Йорк. Там она устроилась работать помощником модного редактора в The New York Times. Её второй брак был с Ричардом Уэдделлом в 1946 году, который в то время работал исполнительным директором в отделе классических записей RCA Victor, а затем стал арт-дилером.
Уэдделл начала свою актёрскую карьеру всерьез только в 65 лет, после смерти мужа в 1981 году, который оставил её со стопкой неоплаченных счетов.
Впервые она появилась в малобюджетном фильме ужасов 1980 года «Смерть Дракулы» в роли миссис Брэдли, а затем в следующем году в роли мисс Мамсли в «Телах студентов», пародии на фильм ужасов. В 1985 году она появилась в фильме Вуди Аллена «Пурпурная роза Каира», где стояла в очереди с Мией Фэрроу, чтобы купить билет на фильм внутри фильма. Она появилась в двух эпизодах полицейской драмы «Закон и порядок», в эпизоде 1990 года «Subterranean Homeboy Blues» и в 1997 году «Past Imperfect». Также она снялась в «Секса в большом городе», появившись в 1998 году в эпизоде «The Turtle and the Hare» в роли бабушки Стэнфорда Блэтча. Затем снялась ещё в нескольких крупных проектах во второстепенных ролях.
Журнал The New York Magazine В 2005 году признал её одной из «Самых красивых жительниц Нью-Йорка», а кастинг-директор Дженнифер Вендитти отметила, что Уэдделл «имеет элегантный стиль и гибкую осанку, но она не пытается скрыть свои морщины и признаки старения».
В 2008 году был выпущен документальный фильм «Снимаю шляпу», посвящённый Мими Уэдделл.
Она также появилась в рекламных кампаниях таких брендов как Burberry, Juicy Couture, Louis Vuitton и Nike. Была известна своей обширной и дорогой коллекцией шляп.
Мими Уэдделл умерла в возрасте 94 лет в своем доме на Манхэттене после непродолжительной болезни 24 сентября 2009 года.

## Фильмография
| Год       |     | Русское название           | Оригинальное название    | Роль                         |
| --------- | --- | -------------------------- | ------------------------ | ---------------------------- |
| 1977      | ф   | Таз                        | Pelvis                   | матрона на вечеринке         |
| 1980      | ф   | Смерть Дракулы             | Dracula’s Last Rites     | мисс Брэдли                  |
| 1981      | ф   | Тела студентов             | Student Bodies           | мисс Мамсли                  |
| 1985      | ф   | Пурпурная роза Каира       | The Purple Rose Of Cairo | покупательница               |
| 1987      | ф   | Анна                       | Anna                     | секретарь                    |
| 1990—1997 | с   | Закон и порядок            | Law & Order              | бездомная / миссис Сандински |
| 1994      | ф   | Ловись, рыбка              | Go Fish                  | Мими                         |
| 1998      | с   | Секс в большом городе      | Sex and the City         | бабушка Стэнфорда Блэтча     |
| 1999      | ф   | Афера Томаса Крауна        | The Thomas Crown Affair  | гостья                       |
| 2003      | ф   | Марси Икс                  | Marci X                  | женщина на аукционе          |
| 2004      | ф   | Посланники                 | Messengers               | Рут Уайт                     |
| 2005      | ф   | Правила съёма: Метод Хитча | Hitch                    | бабушка Чарльза Веллингтона  |
| 2005      | ф   | Идеальный вариант          | A Perfect Fit            | мисс Кингсли                 |
| 2008      | док | Снимаю шляпу               | Hats Off                 | камео                        |